# Куро (станция метро)
«Куро» (кор. 구로역) — наземная станция Сеульского метро на Первой (Линия Кёнбусон, Кёнкин) (экспресс и локальная) линии. Является последней совместной станцией линий Кёнбусон и Кёнкин, далее линии представлены двумя маршрутами с конечными станциями соответственно «Синчан» и «Инчхон» (экспресс поезда до «Тонинчон»). Кванмён ветка — участок Первой линии метро, где организовано челночное движение между станциями «Йондынпхо» и «Кванмён».
Станция представлена пятью платформами. Обслуживается Корейской национальной железнодорожной корпорацией (Korail). Расположена в квартале Куро-5-дон района Куро города Сеул (Республика Корея). На станции установлены платформенные раздвижные двери.
На Первой линии поезда Кёнвон экспресс (GWː Gyeongwon) и Кёнкин экспресс (GI: Gyeongin), Кёнбусон красный экспресс (GB: Gyeongbu red express. A и B Йонсан—Чонан) обслуживают станцию; Кёнбусон зелёный экспресс (SC: Gyeongbu green express) не обслуживают станцию.
Пассажиропоток — на 1-й линии 48 352 чел/день (2013).